# Hylotelephium
Hylotelephium là một chi thực vật có hoa trong họ Crassulaceae.